# Női 4 × 6 km-es biatlonváltó a 2022. évi téli olimpiai játékokon
A 2022. évi téli olimpiai játékokon a biatlon női 4 × 6 km-es váltó versenyszámát február 16-án rendezték. Az aranyérmet a norvég csapat nyerte. A versenyszámban nem vett részt magyar csapat.

## Eredmények
A verseny 15:45-kor (magyar idő szerint 8:45-kor) kezdődött.
| Helyezés | R  | Csapat | Idő                                           | Lövőhiba (F+Á)                       | Hátrány |
| -------- | -- | --- | --------------------------------------------- | ------------------------------------ | ------- |
| Arany    | 3  | Svédország (SWE) · Linn Persson · Mona Brorsson · Hanna Öberg · Elvira Öberg                                                     | 1:11:03,9 17:24,9 17:45,9 17:58,4 17:54,7     | 0+6 0+0 0+1 0+0 0+0 0+1 0+3 0+0 0+1  | –       |
| Ezüst    | 2  | Az Orosz Olimpiai Bizottság versenyzői (ROC) · Irina Kazakevics · Krisztyina Rezcova · Szvetlana Mironova · Uljana Nyigmatullina | 1:11:15,9 17:41,3 17:02,5 18:38,9 17:53,2     | 1+7 0+1 0+1 0+1 0+0 0+0 1+3 0+0 0+1  | +12,0   |
| Bronz    | 5  | Németország (GER) · Vanessa Voigt · Vanessa Hinz · Franziska Preuß · Denise Herrmann                                             | 1:11:41,3 17:24,4 18:05,3 18:16,5 17:55,1     | 0+6 0+0 0+0 0+0 0+2 0+1 0+1          | +37,4   |
| 4.       | 4  | Norvégia (NOR) · Karoline Offigstad Knotten · Tiril Eckhoff · Ida Lien · Marte Olsbu Røiseland                                   | 1:11:54,6 17:38,0 18:59,2 17:47,5 17:29,9     | 2+8 0+0 0+0 0+2 2+3 0+0 0+1 0+1 0+1  | +50,7   |
| 5.       | 7  | Olaszország (ITA) · Lisa Vittozzi · Dorothea Wierer · Samuela Comola · Federica Sanfilippo                                       | 1:12:37,0 17:25,9 17:28,6 18:22,1 19:20,4     | 0+5 0+1 0+1 0+0 0+0 0+0 0+1 0+0 0+2  | +1:33,1 |
| 6.       | 1  | Franciaország (FRA) · Anaïs Bescond · Anaïs Chevalier-Bouchet · Justine Braisaz-Bouchet · Julia Simon                            | 1:13:16,9 17:36,9 18:53,4 17:55,1 18:51,5     | 2+10 0+0 0+1 1+3 0+1 0+2 0+0 0+0 1+3 | +2:13,0 |
| 7.       | 9  | Ukrajna (UKR) · Iryna Petrenko · Yuliia Dzhima · Anastasiya Merkushyna · Olena Bilosiuk                                          | 1:14:04,1 17:46,1 19:06,1 18:09,5 19:02,4     | 1+6 0+0 0+0 1+3 0+3 0+0 0+0          | +3:00,2 |
| 8.       | 8  | Csehország (CZE) · Eva Puskarčíková · Markéta Davidová · Jessica Jislová · Lucie Charvátová                                      | 1:14:06,0 18:20,2 17:40,7 18:49,8 19:15,3     | 1+8 0+0 0+2 0+0 0+1 0+1 0+1 0+0 1+3  | +3:02,1 |
| 9.       | 14 | Ausztria (AUT) · Dunja Zdouc · Lisa Theresa Hauser · Anna Juppe · Katharina Innerhofer                                           | 1:15:07,6 18:13,0 18:12,3 19:51,3 18:51,0     | 3+7 0+0 0+0 0+1 0+0 2+3 0+0 0+0 1+3  | +4:03,7 |
| 10.      | 16 | Kanada (CAN) · Emma Lunder · Megan Bankes · Emily Dickson · Sarah Beaudry                                                        | 1:15:34,3 17:45,8 18:29,7 19:39,3 19:39,5     | 0+8 0+1 0+1 0+0 0+3 0+1 0+2 0+0 0+0  | +4:30,4 |
| 11.      | 10 | Egyesült Államok (USA) · Susan Dunklee · Clare Egan · Deedra Irwin · Joanne Reid                                                 | 1:15:51,3 18:44,8 19:04,1 19:17,1 18:45,3     | 2+9 0+0 0+0 0+2 1+3 0+0 1+3 0+0 0+1  | +4:47,4 |
| 12.      | 18 | Kína (CHN) · Tang Jialin · Chu Yuanmeng · Ding Yuhuan · Meng Fanqi                                                               | 1:16:11,5 18:05,2 18:37,9 19:44,2             | 1+5 0+0 0+1 0+0 1+3 0+0 0+0          | +5:07,6 |
| 13.      | 6  | Fehéroroszország (BLR) · Iryna Leshchanka · Dzinara Alimbekava · Elena Kruchinkina · Hanna Sola                                  | 1:16:34,4 17:51,9 18:59,9 20:47,7 18:54,9     | 5+16 0+0 0+2 0+0 1+3 0+3 3+3 0+2 1+3 | +5:30,5 |
| 14.      | 15 | Lengyelország (POL) · Monika Hojnisz-Staręga · Kamila Żuk · Kinga Zbylut · Anna Mąka                                             | 1:17:12,1 18:06,0 20:04,3 19:33,1 19:28,7     | 1+10 0+2 0+1 1+3 0+1 0+0 0+3 0+0 0+0 | +6:08,2 |
| 15.      | 12 | Észtország (EST) · Regina Oja · Tuuli Tomingas · Susan Külm · Johanna Talihärm                                                   | lekörözték 18:18,9 19:36,8 18:42,6 lekörözték | – 0+1 0+3 0+2 2+3 0+1 0+0 3+3        | –       |
| 16.      | 13 | Finnország (FIN) · Suvi Minkkinen · Mari Eder · Erika Jänkä · Nastassia Kinnunen                                                 | lekörözték 19:15,2 17:39,3 21:11,6 lekörözték | – 0+0 0+0 0+1 2+3 0+2                | –       |
| 17.      | 17 | Japán (JPN) · Fuyuko Tachizaki · Sari Maeda · Asuka Hachisuka · Yurie Tanaka                                                     | lekörözték 17:55,9 19:01,8 21:16,4 lekörözték | – 0+1 0+2 0+0 0+3 0+0 2+3 0+3        | –       |
| 18.      | 20 | Bulgária (BUL) · Milena Todorova · Maria Zdravkova · Lora Hristova · Daniela Kadeva                                              | lekörözték 17:36,7 21:04,7 lekörözték         | – 0+1 0+1 0+0 1+3 0+1 0+1            | –       |
| 19.      | 19 | Szlovákia (SVK) · Ivona Fialková · Henrieta Horvátová · Veronika Machyniaková · Paulína Fialková                                 | lekörözték 17:43,0 20:10,2 lekörözték         | – 0+1 0+2 0+3 0+2 2+3 0+1            | –       |
| –        | 11 | Svájc (SUI) · Irene Cadurisch · Lena Häcki · Selina Gasparin · Amy Baserga                                                       | nem ért célba                                 | – 0+2 0+1                            | –       |